# Джурукветі
Джурукветі (груз. ჯურუყვეთი) — село в Грузії.
За даними перепису населення 2014 року в селі проживає 711 осіб.